# Marsilea strigosa
Marsilea strigosa es una planta de la familia de las marsileáceas. 
Pese a es un nombre común para esta planta, Marsilea strigosa no es una especie de trébol (Trifolium), por lo que no se trata de una planta de tréboles de cuatro hojas.

## Descripción
Hierba perenne rizomatosa, con rizoma horizontal delgado,  enraizante y densamente peloso en los nudos, desarrollado en suelos húmedos o bajo el agua. Hojas (frondes) de 2-5 por nudo, con  peciolo de 2,5-10  cm y limbo dividido en cuatro partes (foliolos) de 2-25 mm, estrechados en la base, más o menos en forma de abanico (flabelados), con nerviación dicotómica, enteros o irregularmente dentados (crenados) en el ápice. Esporangios reunidos en grupos (soros) encerrados en una división de la base de la hoja (sorocarpos). Sorocarpos pedicelados de (2,5) 3-4,5 mm, subgloboso-comprimidos, densamente dispuestos a lo largo del rizoma, pelosos, con los dientes cortos y obtusos.

## Distribución y hábitat
Mediterráneo. Habita en orillas arcillosas de charcas y arroyos secos en verano. Esporula en  primavera y principios de verano. Protegido en las siguientes categorías EEP (Berna). ZC (Directiva hábitats). Vulnerable (Ley 8/2003) y LRA.